# Mario Praz
Mario Praz (ur. 6 września 1896 w Rzymie, zm. 23 marca 1982 tamże) – włoski krytyk literacki i eseista.
W latach 1934–1966 wykładał na uniwersytecie w Rzymie, był członkiem Narodowej Akademii Rysiów. Badał i tłumaczył literaturę angielską oraz francuską. Jest autorem m.in. prac Zmysły, śmierć i diabeł w literaturze romantycznej (1930, wyd. pol. 1974) i Mnemosyne. Rzecz o powinowactwie literatury i sztuk plastycznych (1967, wyd. pol. 1981).